# Roman Niewiarowicz

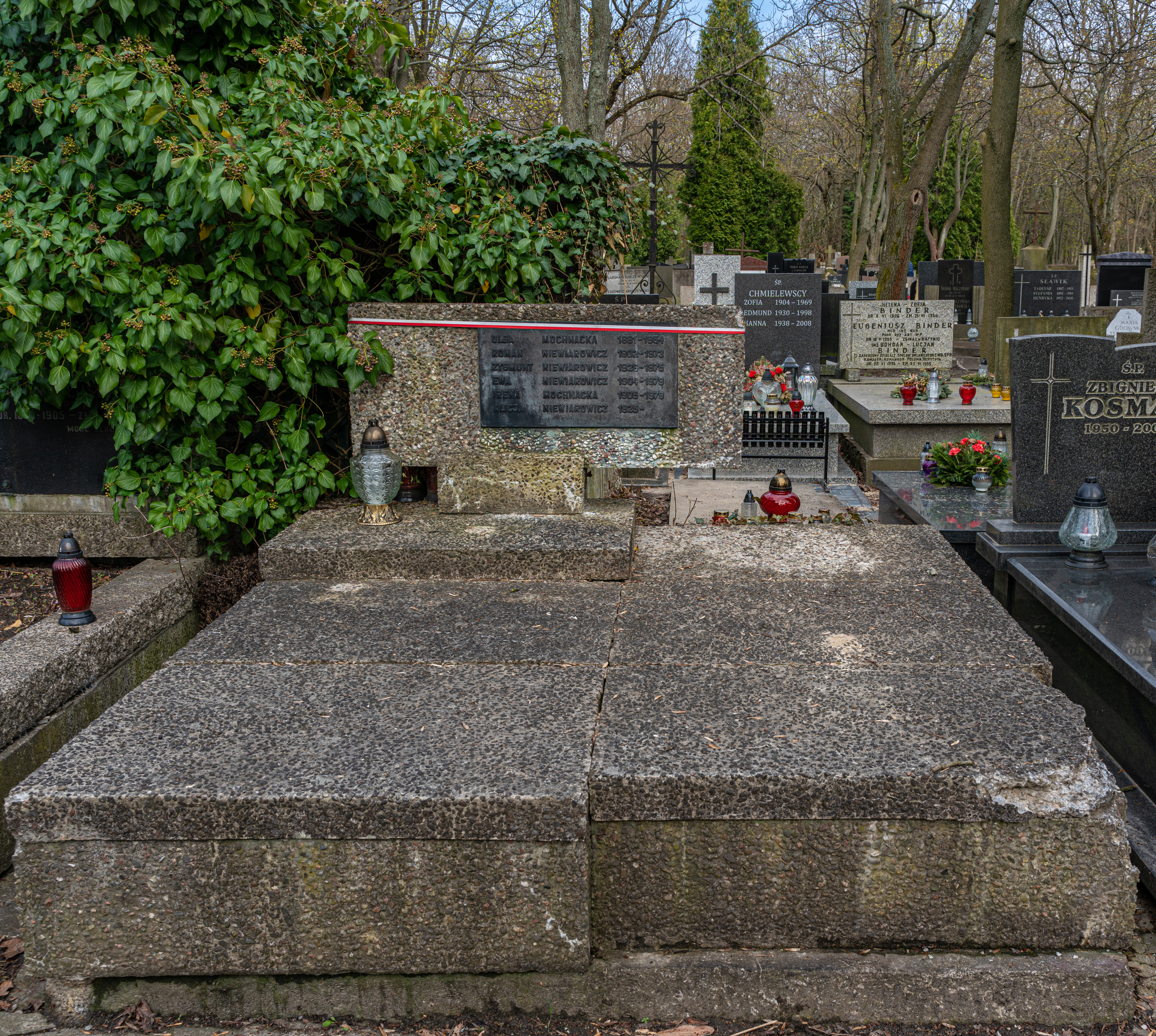
Grób Romana Niewiarowicza na cmentarzu Powązkowskim

Roman Stanisław Niewiarowicz (ur. 15 stycznia 1902 we Lwowie, zm. 22 lipca 1972 w Warszawie) – polski aktor i reżyser teatralny oraz filmowy, pisarz, scenarzysta. Rotmistrz Wojska Polskiego, oficer ZWZ-AK.

## Życiorys
Został aktorem teatralnym. Od 1921 do 1923 oraz od 1925 do 1931 występował w Teatrze im. Juliusza Słowackiego w Krakowie. Od 1927 był także reżyserem teatralnym. W okresie II Rzeczypospolitej występował także w innych teatrach polskich. Tworzył również komedie i farsy.
W Wojsku Polskim II RP został awansowany na stopień podporucznika rezerwy kawalerii ze starszeństwem z dniem 1 stycznia 1928. W latach 30. był oficerem rezerwy 14 Pułku Ułanów Jazłowieckich.
Po wybuchu II wojny światowej we wrześniu jako rotmistrz 14 Pułku Ułanów pełnił funkcję adiutanta generała, dowódcy Grupy Operacyjnej (przebywał wówczas w Stanisławowie). W czasie okupacji niemieckiej nadal udzielał się w teatrze (główny reżyser w warszawskim jawnym Teatrze Komedia). Równolegle był zaangażowany w konspirację w ramach Związku Walki Zbrojnej-Armii Krajowej, funkcjonując pod pseudonimem „Łada”. Wykonywał m.in. zadanie obserwacji i rozpracowania aktora Igo Syma, kolaboranta działającego na rzecz III Rzeszy, zlikwidowanego przez polskie podziemie w 1941. 1 maja 1943 został aresztowany przez Niemców, był więziony na Pawiaku, następnie we Lwowie, po czym skazany na karę śmierci, zaś w wyniku zmiany wymiaru wyroku został skierowany do obozu Groß-Rosen.
Po wojnie nadal był aktorem i reżyserem teatralnym w okresie Polski Ludowej. Reżyserował słuchowiska radiowe oraz współtworzył scenariusze filmowe. Na emeryturze zamieszkiwał w Warszawie. Zmarł 22 lipca 1972. Został pochowany na cmentarzu Stare Powązki w Warszawie (kwatera 116-4-17,18).
| reżyser - I co z takim zrobić (1945) - Moralność pani Dulskiej (1949) - Ciotunia (1951) - Polacy nie gęsi (1953) - Mieszkanie 3 (1954) - Noce narodowe (1954) - Leokadia (1957) - Nigdy nic nie wiadomo (1957) - Mademoiselle (1958) - Gdzie diabeł nie może (1959) - Czajka (1960) - Damy i huzary (1961) - Fedra (1963) - Śluby panieńskie (1963) - Kleopatra (1963) - Pies ogrodnika (1964) - Żabusia (1965) - Kobiety stamtąd (1966) |  | scenarzysta - Skarb (1948) - Szatan z siódmej klasy (1960) - Żona dla Australijczyka (1963) - Smarkula (1963), na podstawie powieści Znajda jego autorstwa - Panienka z okienka (1964) aktor - Awantura o Basię (1959), Antoni Walicki |

## Odznaczenia
- Krzyż Kawalerski Orderu Odrodzenia Polski (1967),
- Złoty Krzyż Zasługi (1956),
- Medal 10-lecia Polski Ludowej (28 stycznia 1955)[7].

## Odniesienia w kulturze masowej
- Aktor jest pierwowzorem jednego z bohaterów filmu Oszołomienie (1988) o nazwisku Roman Stachowski. W postać tę wcielił się Marcin Troński[8].
- Nazwisko reżysera jest wspomniane w pierwszym odcinku serialu Ludzie i bogowie, przedstawiającym w nieco odległy od prawdy historycznej sposób wykonanie wyroku na Igonie Symie[9].